# Glavoč blijedac
Glavoč blijedac (lat. Gobius fallax) riba je iz porodice glavoča (Gobiidae). Kod nas se još naziva i glavoč/glamac bijelac. Vrlo je sličan glavoču bjelčiću (Gobius bucchichii), od kojeg je manji i izraženijih boja. Blijedac kod nas naraste do 7 cm, a najveća veličina mu je do 9 cm. Bjelkaste je boje, žutih, smeđih ili sivih nijansi. Cijelo tijelo mu je prekriveno sitnim pjegama i šarama, koje se zbog svoje veličine doimaju kao promjena boje. Živi u samom plićaku, na dubinama do 30 m, na kamenitim i pjeskovitim terenima, uvijek nedaleko od kakve rupe u kamenu u koju hitro može pobjeći. Često ga se može pronaći i među niskim raslinjem na kakvom većem kamenu. Hrani se zooplanktonom.

## Rasprostranjenost
Glavoč blijedac živi u Mediteranu, i na Atlantiku samo oko Kanarskog otočja .

## Vanjske poveznice
|  | Zajednički poslužitelj ima još gradiva o temi Gobius fallax |
|  | Wikivrste imaju podatke o taksonu Gobius fallax             |